# Joachim Mencel
Joachim Nikodem Mencel (ur. 1 stycznia 1966 w Kluczborku) – polski muzyk jazzowy, pianista, lirnik, kompozytor. Mieszka w Krakowie.
Muzyk nazywany "romantykiem polskiej pianistyki" jazzowej, propagator nowoczesnego jazzu wykonywanego na lirze korbowej, kompozytor, wykładowca, aranżer i producent muzyczny, odznaczony m.in. Srebrnym Krzyżem Zasługi, 2007 otrzymał brązowy Medal „Zasłużony Kulturze Gloria Artis”
Prowadzi klasę fortepianu jazzowego w Akademii Muzycznej im. Krzysztofa Pendereckiego w Krakowie. Udziela się jako wykładowca na warsztatach muzycznych w Polsce, Wielkiej Brytanii i USA.

## Wykształcenie
Ukończył studia magisterskie na Wydziale Jazzu i Muzyki Rozrywkowej Akademii Muzycznej w Katowicach. W Akademii Muzycznej w Krakowie uzyskał stopień doktora i stopień doktora habilitowanego w dyscyplinie: artystyczne sztuki muzyczne. Adiunkt i pedagog, profesor Akademii Muzycznej w Krakowie. Talent pianistyczny szlifował pod okiem doświadczonych pianistów, wśród których ważne miejsce zajmowali Bela Lakatos i Barry Harris.

## Twórczość
Koncertował w wielu krajach Europy, Ameryki, Afryki i Azji, grając z wieloma cenionymi muzykami. Wśród artystów polskich i zagranicznych, z którymi współpracował i współpracuje nadal znaleźli się: Steve Cardenas, Scott Colley, Rudy Royston, Lee Konitz, Dino Saluzzi, Richard Galliano, Dave Liebman, David Friedman, Eddie Henderson, Ronnie Burrage, Charlie Mariano, Rufus Reid, Terry Clarke, Brad Terry, Nigel Kennedy, Leszek Żądło, Zbigniew Namysłowski, Vitold Rek, Jarosław Śmietana, Marcin Pospieszalski, Piotr Wojtasik, Mieczysław Szcześniak, Andrzej Cudzich, Janusz Muniak, Ewa Bem, Anna Maria Jopek.
Znakiem firmowym Joachima Mencla jest lira korbowa (ang. hurdy gurdy) - instrument smyczkowy, pochodzący ze średniowiecza i renesansu. Podczas gry w pozycji siedzącej, lira trzymana jest na kolanach. Prawa dłoń kręci korbą, lewa naciska od dołu klawisze melodyczne. Korba jest połączona z kołem, które, obracając się, pociera struny, tak, jak w innych instrumentach robi to smyczek. Lira w jazzie to precedens. W Polsce instrument ten, po wielu latach zapomnienia, wraca do łask - wykorzystywany jest dziś przeważnie w muzyce dawnej i ludowej. Joachim Mencel stara się znaleźć dla niego zupełnie nowe zastosowania, próbując odszukać jego jazzowy głos i brzmienie. Największą inspiracją w tych poszukiwaniach stała się dla Joachima Mencla twórczość krakowskiego kompozytora i skrzypka, Zbigniewa Seiferta. Doświadczenie gry na skrzypcach, z wcześniejszych lat muzykowania, zrodziły pomysł modulowania dźwięku w trakcie jego trwania oraz grania w stroju nietemperowanym.

## Ważniejsze projekty muzyczne
Brooklyn Eye (18 września 2020)
W lipcu 2020 Joachim Mencel podpisał kontrakt płytowy z amerykańską wytwórnią płytową Origin Records, mającą swoją siedzibę w Seattle. Wśród artystów, którzy nagrywają dla tego wydawnictwa, są tacy muzycy, jak Hal Galper, Joshua Redman, Brian Blade czy grupa wokalna New York Voices. Autorska płyta Joachima Mencla "Brooklyn Eye", nagrana dla Origin Records, ukazała się 18 września 2020. Kompozycje autorskie lidera zagrali muzycy, których Mencel ceni i podziwia od wielu lat.
Skład zespołu: Joachim Mencel – piano, hurdy gurdy, Steve Cardenas – guitar, Scott Colley – bass, Rudy Royston – drums.
Płyta "Brooklyn Eye" jest realizacją marzenia, by nagrać płytę, inspirowaną Ameryką, i by zrobić to w Nowym Jorku, wspólnie z muzykami amerykańskimi. Repertuar płyty tworzą wyłącznie autorskie kompozycje. Nawiązują one do przeżyć, związanych z amerykańską muzyką i kulturą, inspirowanych podróżami po USA,impresjami i inspiracjami, dotyczącymi amerykańskiego sposobu życia. Część utworów powstała dawno temu i była wykonywana w zupełnie innych opracowaniach. Niektóre zostały napisane specjalnie na tę sesję i wykonane po raz pierwszy w studio. Część utworów Mencel wykonał na fortepianie, część - na lirze korbowej. Na lirze zagrał zarówno tematy utworów, jak i improwizacje, a także akompaniamenty. Wyjątkowym momentem płyty jest utwór "Photosynthesis", zagrany tylko w duecie liry z gitarą. W połączeniu tych dwóch instrumentów udało się uzyskać niespotykane, oryginalne brzmienie.
Artisena (kwiecień 2018)
Płyta zespołu Joachim Mencel Quintet „Artisena”, która ukazała się w wydawnictwie For Tune; kompozytor do swojego zespołu zaprosił muzyków grających na perkusji, kontrabasie, skrzypcach i gitarze, a sam zasiadł przy fortepianie, a także zagrał na lirze korbowej.
Skład zespołu: Joachim Mencel - hurdy gurdy, piano, Weronika Plutecka - skrzypce, Szymon Mika - guitar, Paweł Wszołek - bass, Szymon Madej - perkusja.
To projekt etno-jazzowy, fuzja polskiej i słowiańskiej muzyki ludowej oraz nowoczesnego jazzu. Bazuje na tradycyjnych tańcach ludowych. W zamyśle kompozytora, Joachima Mencla, muzyka ma "tańczyć"; jedynie w duszy, a nie powodować faktyczną fizyczną ekspresję słuchacza. Łączenie nowoczesnych form jazzowych z utworami, inspirowanymi polskimi i słowiańskimi tańcami ludowymi, jak polonez, oberek, kujawiak, kołomyjka, czardasz, mazurek czy krakowiak, tworzy całkowicie nową jakość. Włączenie muzyki tradycyjnej w nurt uniwersalistyczny nowoczesnego jazzu, pozwala szerokiemu, międzynarodowemu odbiorcy na asymilację muzyki słowiańskich korzeni.
El Greco (2006)
W 2006 Joachim Mencel stworzył literacko-muzyczny projekt El Greco.
Skład zespołu: Jorgos Skolias - wokalista, Joachim Mencel - organy Hammonda, DJ Krime - turntablizm, Andrzej Święs - gitara basowa, Harry Tanschek - perkusja.
El Greco wykonuje kompozycje Joachima Mencla, do tekstów najwybitniejszych poetów - Norwida, Kochanowskiego, Emily Dickinson czy Oskara Wilde'a. Muzyka El Greco jest syntezą różnych stylów - jazzu, chilloutu, drum’n’bass, R&B i rocka. Niepowtarzalny klimat i nastrój formacji jest zasługą pięciu wszechstronnych, multistylistycznych muzyków, poruszających się z łatwością po trudnym materiale. Po raz pierwszy razem zagrali na zaproszenie Fundacji Kościelskich w 2006. Materiał muzyczno-literacki wykonywał wówczas z zespołem, nieżyjący już dzisiaj, basista Steve Logan. El Greco wciąż eksperymentuje, szuka nowych, niełatwych form, które służą następnie żywej improwizacji, będącej karkołomnym, ale twórczym zadaniem.
W maju 2013 ukazała się płyta zespołu El Greco "Sing Cuckoo”. W październiku 2013 odbyło się prawykonanie nowego programu "Za pięć dwunasta"; do poezji Emila Zegadłowicza, z udziałem orkiestry smyczkowej.
Kantata Jazzowa. Miłość mi wszystko wyjaśniła (2006)
W 2006 Joachim Mencel skomponował kantatę jazzową „Miłość mi wszystko wyjaśniła” na combo jazzowe, orkiestrę smyczkową, chór chłopięcy i solistów, do tekstów Karola Wojtyły. W premierowym wykonaniu tego utworu uczestniczyli m.in. argentyński bandeonista Dino Saluzzi, saksofonista Lee Konitz, wokaliści Ewa Bem, Kaissa, Jorgos Skolias, Mieczysław Szcześniak, saksofonista Janusz Muniak, góralska kapela Jana Karpiela-Bułecki, Chór Chłopięcy Filharmonii Krakowskiej oraz Orkiestra Akademii Beethovenowskiej. Kantata była wykonywana wielokrotnie także z udziałem Richarda Galliano i Dave’a Liebmana.
Joachim Mencel Trio (2004)
Od 2003 Joachim Mencel koncertuje z formacją jmTrio (Joachim Mencel Trio). Zespół wykonuje głównie kompozycje lidera. Chociaż zestaw instrumentów narzuca jazzową konwencję, jednak same kompozycje, jak i sposób ich realizacji, tworzą nową stylistykę. W 2004 ukazała się płyta formacji jmTrio "Interludium";. Oprócz dwóch nagrań z sekcją Pacan/Skolik, w zasadniczej części płyty Menclowi towarzyszyło dwóch muzyków, współtworzących do niedawna kultową amerykańską formację Satlah - Shanir Ezra Blumenkranz i Kevin Zubek.
Inne
Oprócz tych autorskich projektów Joachim Mencel jest współzałożycielem grupy New Life’m, kompozytorem i producentem licznych nagrań (m.in. kompozycje i produkcja muzyczna wszystkich utworów na płycie Ewy Bem „Kakadu” oraz większości repertuaru dla New Life’m). Napisał oratorium Transitus, wiele jazzowych kompozycji, jest autorem muzyki filmowej, baletowej i utworów dla dzieci.

## Wybrana dyskografia
- CD Mateusz Pospieszalski – Psalmy Dawidowe, 2023
- CD Zbigniew Wałach – Symfonia Beskidzka, 2023
- LP Leszek Żądło & Joachim Mencel – Cosmic Silence, 2022
- CD Michał Barański – Masovian Mantra, 2022
- CD Maciej Hałoń – My Sonic Horizon, 2021
- CD Monika Dziurlikowska – Wreszcie jesteś, 2020
- CD Milczące sumienie – teksty ks. J. Tischnera i muzyka tradycyjna, 2020
- CD Joachim Mencel – Brooklyn Eye, 2020, USA
- CD Mirosław Kowalik – Okruchy, różni wykonawcy, 2019
- CD Nowa Nadzieja – zawierzenie – teksty ks. J. Tischnera i muzyka tradycyjna, 2019
- CD Joachim Mencel Quintet – Artisena, 2018
- CD Tischner. Mocna nuta, różni wykonawcy, 2018; różni wykonawcy
- CD Szymon Mika Trio & Guests – Togetherness, z Szymonem Miką, Maxem Muchą, Ziv Ravitzem, Basią Derlak i Mateuszem Pałką, 2018
- CD Joanna Słowińska śpiewa piosenki Jana Krzysztofa Kelusa z Joanną Słowińską, Stanisławem Słowińskim, Pawłem Wszołkiem, 2017
- CD Moje Westerplatte, New Life’m, 2016
- CD Z kolędą u Jana Pawła II, Promyczki, 2015
- CD The Best of Cracow Jazz, The 21st Century, vol.4, 2015
- CD Contemplation z: Janusz Muniak, Willem von Hombracht, Harry Tanschek, 2015
- CD i DVD Kasia Kowalska. Przystanek Woodstock 2014, nagranie live z koncertu festiwalowego 20th Woodstock Festival, 2015
- CD Muzyka czterech stron świata. Przedstawia Adam Dobrzyński, 2014
- CD Kolędy Narodów – Mate.O & Głyk P.I.K. Trio, 2014
- CD Tylko Ty i ja, New Life'm,  2014
- Książka z płytą CD - Mirosław Kowalik – Między chmurami a niebem, 2013
- CD Sing Cuckoo z El Greco, 2013
- CD Joachim Mencel - Transitus – oratorium o św. Franciszku do słów Beaty Mencel, 2010
- CD New Life’m - Kolędy z New Life’m, 2009
- CD Live In Fort Andross z Bradem Terry, 2009
- CD Szukam domu z New Life’m, 2009
- CD Krakovians, Joachim Mencel, Willem von Hombracht, Harry Tanschek, USA, 2007
- CD Lidia Pospieszalska, Inaije, 2007 (reedycja 2018, 2021- wydanie LP)
- CD Ewa Bem, Kakadu, 2007 (reedycja CD, 2021
- CD New Life’m - Z ciemności do światła z New Life’m, Mieczysławem Szcześniakiem, Natalią Niemen, Barbarą Włodarską, Thomasem Sanchezem (Meksyk) oraz Orkiestrą Kameralną Collegium F pod dyr. Marcina Sompolińskiego i chórem Gospel Joy, 2006
- CD jmTrio - Interludium, 2004
- CD Rubinstein Quartet - RaneQ, 2002
- CD Dla Ciebie i dla mnie z New Life'm, 2001
- CD Karolina Styła - My Favorite Songs, 1999
- CD Twoja Miłość z New Life'm, 1997
- CD Colorado, Brad Terry, Joachim Mencel, Dwight Kilian, Paul Romaine, USA< 1997
- CD Feeling Station z zespołem Feeling Station, 1996
- CD Song for Sonny z Olegiem Kirejewem, Arkadim Ovrutskim, 1995
- CD Joachim Mencel - Silent Way of Miles D., 1994
- CD Brad Terry & Joachim Mencel - All About Spring, 1994 (reedycja CD, USA, 2003)